# Statue de Diane au parc
Statue de Diane au parc est un tableau du peintre français Henri Rousseau réalisé vers 1909. Cette petite huile sur toile de format vertical est un paysage urbain exécuté dans le style naïf caractéristique de l'artiste. Elle représente une statue monumentale de Diane dans un parc, tandis qu'une femme est assise à la base de son piédestal, où joue aussi un enfant. Il s'agirait d'une vue du jardin des Tuileries, et en particulier d'une sculpture de Louis Levesque dans cet espace vert parisien. Léguée par Gabrielle Keiller en 1995, l'œuvre est conservée à la Scottish National Gallery of Modern Art, à Édimbourg, au Royaume-Uni.